# Meru Central
Meru Central is een Keniaans district in de provincie Mashariki. Het district telt 498.880 inwoners (1999) en heeft een bevolkingsdichtheid van 167 inw/km². Ongeveer 10,3% van de bevolking leeft onder de armoedegrens en ongeveer 43,0% van de huishoudens heeft beschikking over elektriciteit.
Hoofdplaats is Meru.